# Прилеповка (Гомельская область)
Прилеповка (бел. Прылепаўка) — посёлок в Рогачёвском районе Гомельской области Беларуси. В составе Журавичского сельсовета.

## География

### Расположение
В 45 км на северо-восток от районного центра и железнодорожной станции Рогачёв (на линии Могилёв — Жлобин), 106 км от Гомеля.

### Гидрография
На юге и востоке мелиоративный канал.

## Транспортная сеть
Транспортные связи по просёлочной, затем автомобильной дороге Довск — Славгород). Планировка состоит из прямолинейной широтной улицы, застроенной двусторонне деревянными усадьбами.

## История
Основан в начале XX века переселенцами из соседних деревень. В 1931 году жители вступили в колхоз. Во время Великой Отечественной войны 14 жителей погибли на фронте. 
29 июня 1957 года населённые пункты Драгунск, Михаловка, Блюев и Прилеповка — из состава Великозимницкого сельского Совета Быховского района Могилёвской области перечислены в состав Журавичского сельского Совета Рогачёвского района Гомельской области.
Согласно переписи 1959 года в составе колхоза «12 лет Октября» (центр — деревня Журавичи).

## Население

### Численность
- 2004 год — 21 хозяйство, 54 жителя.

### Динамика
- 1959 год — 199 жителей (согласно переписи).
- 2004 год — 21 хозяйство, 54 жителя.